# Ablutofobia
Ablutofobia (do latim ablutio) é um medo incomum de tomar banho ou lavar-se.  Além do básico medo de tomar banho, este distúrbio pode desencadear um medo intenso de lavar o cabelo e fazer a limpeza do corpo.
Aqueles que tem medo de tomar banho podem sofrer grandes efeitos colaterais da sua fobia. A sociedade não aceita amavelmente aos odores e a sujeira que resultam de uma falta de higiene pessoal. Emprego e relações tendem a sofrer quando alguém tem uma aversão a limpeza de uma forma considerada normal.
A fobia de tomar banho pode ser desencadeada de várias maneiras. Por exemplo, uma experiência traumática relacionada com o banho pode provocar a doença e fazer com que o medo exagerado se desenvolva. Queda ou deslizamento na banheira ou chuveiro podem ser uma das razões porque isso acontece. Idosos podem ser mais propensos a este tipo de acidentes, e eles podem precisar de assistência, tais como barras de apoio ou um cuidador, a fim de manter a sua integridade física.
Uma causa curiosa de fobias são filmes, televisão, etc. No caso da ablutofobia, existem relatos de que o filme Psicose de Alfred Hitckcock causou medo de tomar banho (fobia mesmo, não apenas um medo temporário), com aquela clássica cena do chuveiro. O mesmo aconteceu com A Coisa de Stephen King, que é uma das mais famosas causas de fobias de palhaços (coulrofobia). Filmes de terror são especialmente impressionante para crianças, e a infância é uma fase especialmente sensível para o surgimento de fobias.

## Sintomas
As manifestações desse medo pode incluir a evasão da situação, ou seja, longos períodos sem se lavar, ansiedade excessiva quando se encara o banho ou mesmo na tentativa de se banhar. Algumas pessoas com essas fobia também podem ter hidrofobia, ablutofobia se estende ao medo de se banhar, tomar duchas e de nadar.